# Premio Vetlesen
El premio Vetlesen (en inglés: Vetlesen Prize) es un premio científico que se otorga en geología conjuntamente por el Observatorio de la Tierra Lamont-Doherty de la Universidad de Columbia y la Fundación G. Unger Vetlesen. El premio se considera generalmente como la más alta distinción en estudios geológicos y como el «Premio Nobel de geología».

## Premio Vetlesen
Georg Unger Vetlesen fue un marino e ingeniero naval noruego que se convirtió en un exitoso constructor de barcos en los Estados Unidos. Estableció la fundación que lleva su nombre poco antes de su muerte en 1955. Además del premio Vetlesen, la fundación brinda apoyo en las ciencias de la Tierra a instituciones de excelencia. 
El premio Vetlesen ha sido descrito como un intento de establecer un equivalente a un Premio Nobel de geofísica o geología. El premio se otorga como reconocimiento a los logros científicos que resulten en una comprensión más clara de la Tierra, de su historia o de sus relaciones con el universo. El premio se estableció en 1959 y se otorga en general una vez cada dos años, si el jurado selecciona al menos un candidato digno durante ese período.

## Galardonados
Los distinguidos con el premio Vetlesen han sido:
| º      |      |                                                  |                  |                                       | |
| ------ | ---- | ------------------------------------------------ | ---------------- | ------------------------------------- | --- |
| Imagen | Año  | Distinguido                                      | Nacionalidad     | Profesión                             | Notas |
|        | 1960 | W. Maurice Ewing                                 | Estados Unidos   | Geofísico y oceanógrafo               | Pionero de la geofísica, investigando la reflexión sísmica y la refracción en las plataformas oceánicas, fotografía del fondo oceánico, la transmisión del sonido submarino (canal SOFAR), extracción de muestrasen aguas profundas, la teoría y observación de las ondas sísmicas de superficie, la fluidez del núcleo de la Tierra, la generación y propagación de microsismos, explosiones sismológicas submarinas, estudios de la gravedad marina, la radiactividad natural de las aguas oceánicas y en los sedimentos, el estudio de las llanuras abisales y los cañones submarinos. |
|        | 1962 | Sir Harold Jeffreys                              | Reino Unido      | Geofísico, matemático y estadístico   | Originó la idea de que el núcleo de la Tierra era líquido. |
|        | 1962 | Felix Andries Vening Meinesz                     | Países Bajos     | Geofísico y geodesta                  | Conocido por la invención de un método preciso para medir la gravedad terrestre con el que dedujo la estructura profunda de los volcanes submarinos y publicó los primeros estudios sobre la flexión de la litosfera terrestre. Sus técnicas y estudios fueron de gran relevancia para el conocimiento de la estructura profunda de la Tierra y el comportamiento mecánico de las capas más externas. |
|        | 1964 | Pentti Eskola                                    | Finlandia        | Geólogo                               | Desarrolló la noción de facies metamórfica previamente introducida por el geólogo suizo Amanz Gressly en 1838. |
|        | 1964 | Arthur Holmes                                    | Reino Unido      | Geólogo                               | Pionero en el uso de la datación radiométrica de minerales, fue el primer científico en comprender las implicaciones mecánicas y térmicas de la convección del manto, lo que llevó finalmente a la aceptación de la tectónica de placas. |
|        | 1966 | Jan Hendrik Oort                                 | Países Bajos     | Astrónomo                             | En 1950 sugirió la existencia de una región del Sistema Solar de donde venían los cometas, que recibió su nombre, nube de Oort. Esta idea era original de Ernst Öpik, quien la postuló en 1932. |
|        | 1968 | Francis Birch                                    | Estados Unidos   | Geofísico                             | Desarrolló lo que ahora se conoce como la ecuación de estado de Birch-Murnaghan. En 1952, demostró que el manto de la Tierra está compuesto principalmente de silicatos, y que este último también tiene un núcleo externo líquido y un núcleo interno sólido, ambos hechos de hierro. En dos artículos de 1961 sobre la velocidad de las ondas longitudinales, creó lo que ahora se llama la ley de Birch. |
|        | 1968 | Sir Edward Bullard                               | Reino Unido      | Geofísico                             | Recordado por haber sido uno de los fundadores de la disciplina de la geofísica marina. Realizó importantes aportes a la hipótesis de la dínamo, siendo su obra más importante la relacionada con la fuente del campo magnético de la Tierra. |
|        | 1970 | Allan V. Cox                                     | Estados Unidos   | Geofísico                             | |
|        | 1970 | Richard R. Doell                                 | Estados Unidos   | Geofísico                             | |
|        | 1970 | S. Keith Runcorn                                 | Reino Unido      | Geofísico                             | |
|        | 1973 | William A. Fowler Premio Nobel de Física en 1983 | Estados Unidos   | Astrofísico                           | Su artículo Synthesis of the Elements in Stars (1957), realizado con Margaret Burbidge, Geoffrey Burbidge y Fred Hoyle, consiguió explicar cómo la abundancia de todos los elementos químicos en las estrellas podían ser explicados por el proceso de nucleosíntesis. |
|        | 1974 | Chaim Leib Pekeris                               | Israel (lituano) | Geofísico y matemático                | |
|        | 1978 | John Tuzo Wilson                                 | Canadá           | Geofísico                             | Fue el precursor de la tesis de expansión del zócalo oceánico y uno de los principales autores de la formulación final de la tectónica de placas, y del desarrollo de la teoría del Ciclo supercontinental de Wilson, gracias a su pionera argumentación sobre las fallas de transformación (de Wilson o "transformantes"), que explicaban los aparentes desplazamientos tectónicos de las bandas paleomagnéticas que por Geofísica se reconocían de modo paralelo a las dorsales o sistemas montañosos submarinos. |
|        | 1981 | Marion King Hubbert                              | Estados Unidos   | Geofísico                             | Especialmente conocido por sus estudios sobre la disponibilidad de las reservas de petróleo y gas natural., con la hipótesis del pico de Hubbert, que tiene importantes connotaciones políticas. |
|        | 1987 | Wallace S. Broecker                              | Estados Unidos   | Geocronologista y oceanógrafo químico | Desarrolló la idea de la circulación termohalina con forma de cinta transportadora en la circulación global de los océanos y realizó contribuciones notables en la ciencia del ciclo del carbono y el uso de trazadores químicos y datación por isótopos en oceanografía. Conocido por popularizar el término calentamiento global. |
|        | 1987 | Harmon Craig                                     | Estados Unidos   | Geoquímico                            | |
|        | 1993 | Walter Munk                                      | Estados Unidos   | Oceanógrafo físico                    | |
|        | 1996 | Robert E. Dickinson                              | Estados Unidos   | Meteorólogo                           | Trabajo en modelos climáticos y modelos informáticos de procesos en la atmósfera, incluidas las interacciones con la biosfera, el cambio climático global, el ciclo del carbono en la tierra, la teledetección y la desaparición de las selvas tropicales. |
|        | 1996 | John Imbrie                                      | Estados Unidos   | Paleoceanógrafo                       | |
|        | 2000 | W. Jason Morgan                                  | Estados Unidos   | Geofísico                             | Ha realizado contribuciones fundamentales a la teoría de la tectónica de placas y la geodinámica |
|        | 2000 | Walter C. Pitman III                             | Estados Unidos   | Geofísico                             | |
|        | 2000 | Lynn R. Sykes                                    | Estados Unidos   | Geofísico                             | |
|        | 2004 | Sir Nicholas Shackleton                          | Reino Unido      | Geólogo y paleoclimatólogo            | Figura clave en el campo de la paleoceanografía, pionero en el uso de la espectrometría de masas para determinar los cambios climáticos registrados en la composición de isótopos de oxígeno de los microfósiles calcáreos. Shackleton también encontró evidencia de que la última inversión del campo magnético de la Tierra fue hace 780.000 años. Se hizo conocido con la publicación en 1976 de un artículo, con James Hays y John Imbrie, titulado "Variations in the Earth's orbit: Pacemaker of the ice ages", en que usando núcleos de sedimentos oceánicos, demostraron que las variaciones del clima durante los últimos millones de años podrían estar correlacionadas con variaciones en la relación orbital y posicional entre la Tierra y el Sol (ver ciclos de Milankovitch). |
|        | 2004 | W. Richard Peltier                               | Canadá           | Físico                                | |
|        | 2008 | Walter Alvarez                                   | Estados Unidos   | Geólogo                               | Conocido por plantear la teoría de que la extinción de los dinosaurios fue causada por el impacto de un asteroide, desarrollada en colaboración con su padre, Luis Walter Álvarez, físico ganador del Premio Nobel de Física de 1968. |
|        | 2012 | Susan Solomon                                    | Estados Unidos   | Química atmosférica                   | Primera en proponer el clorofluorocarburo mecanismo de reacción radical libre como una causa factible del agujero de ozono antártico. |
|        | 2012 | Jean Jouzel                                      | Francia          | Glaciólogo                            | especialista en los grandes cambios climáticos, sobre la base de su análisis de la masa de hielo de Antártica y de Groenlandia. |
|        | 2015 | Robert Stephen John Sparks                       | Reino Unido      | Vulcanólogo                           | |
|        | 2017 | Mark Cane                                        | Estados Unidos   | Climatólogo                           | |
|        | 2017 | S. George Philander                              | Estados Unidos   | Climatólogo                           | |
|        | 2020 | Anny Cazenave                                    | Francia          | Geofísica                             | Contribuido al entendimiento del aumento del nivel de los océanos producto del cambio climático. |